# Комарово (Свирский сельсовет)
Комарово (бел. Камаро́ва) — деревня в Мядельском районе Минской области Беларуси. Входит в состав Свирского сельсовета. Население 535 человек (2009).

## География
Комарово находится в северо-западном углу Минской области неподалёку от точки, где сходятся Минская, Витебская и Гродненская область, в 5 км к северу от северной оконечности озера Свирь и посёлка Свирь. В 15 км к северо-западу проходит граница с Литвой. Местность принадлежит бассейну Немана, через Комарово протекает ручей, впадающий в реку Страча. Сама река протекает в 3 км к западу от деревни. Около Комарово пересекаются две автодороги — Р45 и Р95.

## История

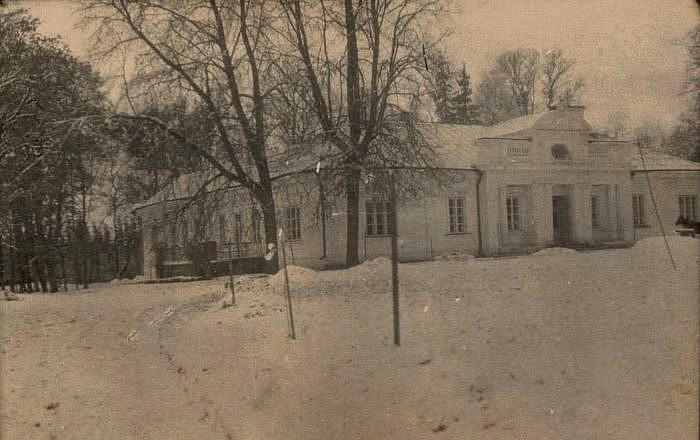
Усадьба Сулистровских. 1915.

Поместье Комарово в XIX веке располагалось в Свенцянском уезде Виленской губернии.
В 1855 году известный путешественник и краевед Адам Киркор записал предание, согласно которому в Комаровском лесу Наполеона Хоминского сохранился колодец под названием Королевский. Колодец был выкопан по приказу короля Стефана Батория, который в 1579 году собирался в поход на Полоцк против войск московского царя Ивана Васильевича и проживал в соседнем местечке Свирь в здании плебании.
Адам Киркор также отмечал факт, что среди подданных Наполеона Хоминского со времен их дедов и прадедов было распространено название у колодца, как Баторинский и Бекешевский.
В 1861 году имение Комаровщизна принадлежало помещику Хоминскому. В имении насчитывалось 254 крепостных душ мужского пола (в том числе 12 дворовых) и 50 издельных дворов. В среднем на двор приходилось 15-20 десятин земли. Натуральные повинности с каждого двора выполнялись следующие: ккуры, яица, тальки, грибы. Пригона отбывалось по 156 дней с каждого двора для крепостных душ мужского и женского пола. Сгона было по 12 дней для рабочих душ и дворов.
Во второй половине XIX века, имение Комарово в качестве приданого жены перешло графу Старжинскому. В начале XX века Старжинские выстроили в Комарово дворянскую усадьбу, сравнительно неплохо сохранившуюся до наших дней.
В 1868 году в имении 17 дворов, 212 жителей; работали винокуренный завод и водяная мельница.
Во время советско-польской войны, Комарово находилось в составе Срединной Литвы. В Комарово действовала белорусская школа, в которой учились 42 ученика. Позднее деревня была включена в состав Виленского воеводства межвоенной Польши.
С 1904 года в Свирской волости Свенцянского уезда Виленской губернии Российской империи.
С 1939 года в составе БССР.
В 2013 году упразднён Свирский поселковый Совет, деревня Комарово включена в состав Свирского сельсовета.

## Население

### Численность
- 2009 год — 535 жителей

### Динамика
- 1997 год — 1024 жителей, 238 дворов
- 1999 год — 962 жителей (перепись населения)
- 2009 год — 535 жителей (перепись населения)[7]

## Культура
С 2005 года в деревне Комарово проводится фестиваль народных промыслов и ремёсел «Камарова — Кола дзён» («Комарово — Круговорот дней»).

## Достопримечательность
- Комплекс бывшей усадьбы Старжинских (начало XX века): усадебный дом, два флигеля, хозяйственные постройки, въездные ворота, фрагменты парка в д. Комарово —  Историко-культурная ценность Республики Беларусь, шифр 613Г000431.
- Здание школы (1935 год).

### Утраченное наследие
- Усадебно-парковый комплекс Старжинских